# Sistema di riferimento
In fisica e geodesia un sistema di riferimento è un sistema rispetto al quale viene osservato e misurato un certo fenomeno fisico o un oggetto fisico oppure vengono compiute determinate misurazioni. La nozione nasce nell'ambito della meccanica classica, in cinematica e dinamica, con la descrizione del moto dei corpi e con la constatazione che il moto è sempre relativo ad un sistema rispetto al quale lo osserviamo.
In fisica la primaria distinzione tra sistemi di riferimento è quella tra sistemi di riferimento inerziali e sistemi di riferimento non inerziali. Dalla teoria della relatività speciale discende il principio secondo il quale le leggi fisiche sono invarianti in tutti i sistemi di riferimento inerziali, cosa che in fisica classica falliva applicando le trasformazioni di Galileo alle equazioni di Maxwell. 
A partire dalla definizione di un sistema di riferimento nell'osservazione di un certo fenomeno è possibile definire o costruire un sistema di coordinate per la misura oggettiva dei parametri fisici o grandezze fisiche di riferimento come ad esempio  spazio, tempo, posizione, velocità, accelerazione ecc...